# Antal Rogán
Antal Rogán (ur. 29 stycznia 1972 w Körmend) – węgierski polityk i ekonomista, poseł do Zgromadzenia Narodowego, od 2015 minister.

## Życiorys
W 1995 ukończył studia z zakresu ekonomii i finansów na Uniwersytecie Ekonomicznym w Budapeszcie. Pracował jako nauczyciel w prywatnej uczelni Széchenyi István Szakkollégium, a także w Narodowym Banku Węgier. Zaangażował się w działalność polityczną w ramach Fideszu, w 1997 został wiceprzewodniczącym jego organizacji młodzieżowej Fidelitas.
W 1998 po raz pierwszy uzyskał mandat posła do Zgromadzenia Narodowego. Z powodzeniem ubiegał się o reelekcję w wyborach w 2002, 2006, 2010, 2014, 2018 i 2022. W latach 2006–2014 zajmował stanowisko burmistrza stołecznej dzielnicy Belváros-Lipótváros.
Od 2012 do 2015 był przewodniczącym frakcji poselskiej Fideszu. 17 października 2015 dołączył do trzeciego rządu Viktora Orbána jako szef Gabinetu Premiera w randze ministra. Utrzymał to stanowisko również w utworzonym 18 maja 2018 czwartym gabinecie lidera Fideszu oraz w powołanym 24 maja 2022 jego piątym rządzie.
W styczniu 2025 został objęty sankcjami nałożonymi przez Departament Stanu Stanów Zjednoczonych, które uzasadniono działaniami korupcyjnymi; objęły one zakaz wjazdu do USA oraz zablokowanie jego aktywów. W kwietniu 2025 sankcje te zostały wycofane.